# Leichtathletik-Europameisterschaften 1954/Speerwurf der Frauen

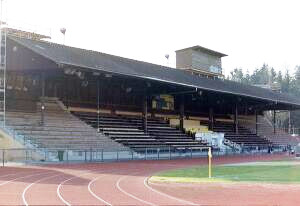
Tribüne des Stadions Neufeld in Bern

Der Speerwurf der Frauen bei den Leichtathletik-Europameisterschaften 1954 wurde am 25. August 1954 im Stadion Neufeld in Bern ausgetragen.
Mit Silber und Bronze gab es zwei Medaillen für die UdSSR. Europameisterin wurde die Olympiasiegerin von 1952 Dana Zátopková aus der Tschechoslowakei. Sie gewann vor Virve Roolaid. Bronze ging an die Weltrekordinhaberin Nadeschda Konjajewa.

## Rekorde

### Bestehende Rekorde
| Weltrekord           | 55,48 m | Nadeschda Konjajewa             | Kiew, Sowjetunion (heute Ukraine) | 6. August 1954  |
| Europarekord         | 55,48 m | Nadeschda Konjajewa             | Kiew, Sowjetunion (heute Ukraine) | 6. August 1954  |
| Meisterschaftsrekord | 47,55 m | Natalja Wassiljewna Smirnizkaja | EM Brüssel, Belgien               | 23. August 1950 |

### Rekordverbesserung
Die tschechoslowakische Europameisterin Dana Zátopková verbesserte den bestehenden Meisterschaftsrekord um 5,36 m auf 52,91 m. Zum Welt- und Europarekord fehlten ihr damit 2,57 m.

## Durchführung
Der Wettbewerb wurde ohne eine vorherige Qualifikation durchgeführt. Alle vierzehn Teilnehmerinnen traten zum gemeinsamen Finale an.

## Finale

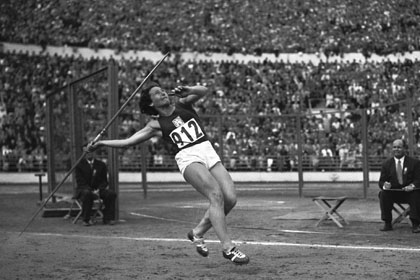
Dana Zátopková – nach dem Olympiasieg nun der Titel einer Europameisterin
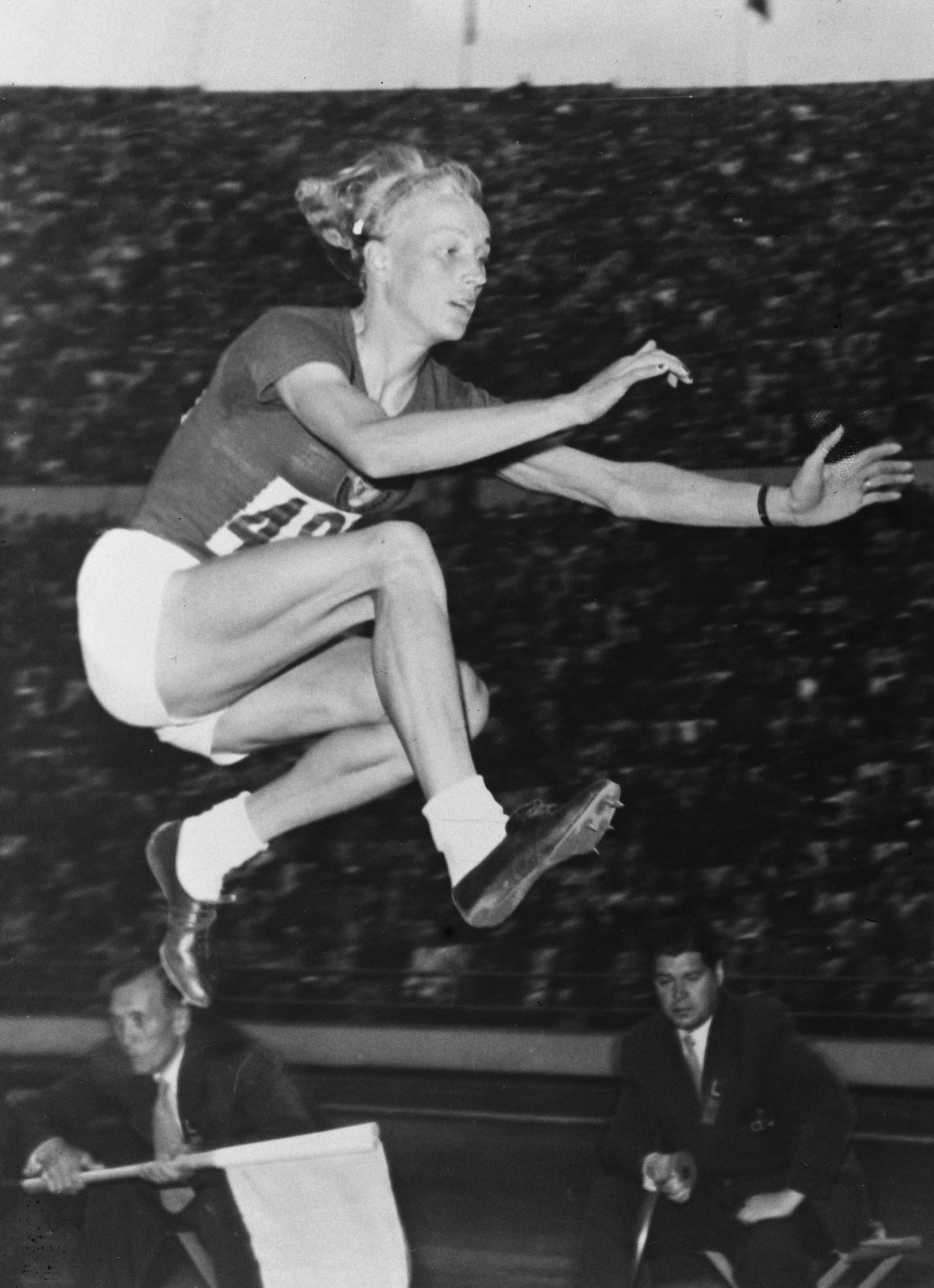
Alexandra Tschudina begann die Europameisterschaften mit einem fünften Platz im Speerwurf, es folgten Rang zwei im Weitsprung, der EM-Titel im Fünfkampf und Rang sechs im Hochsprung
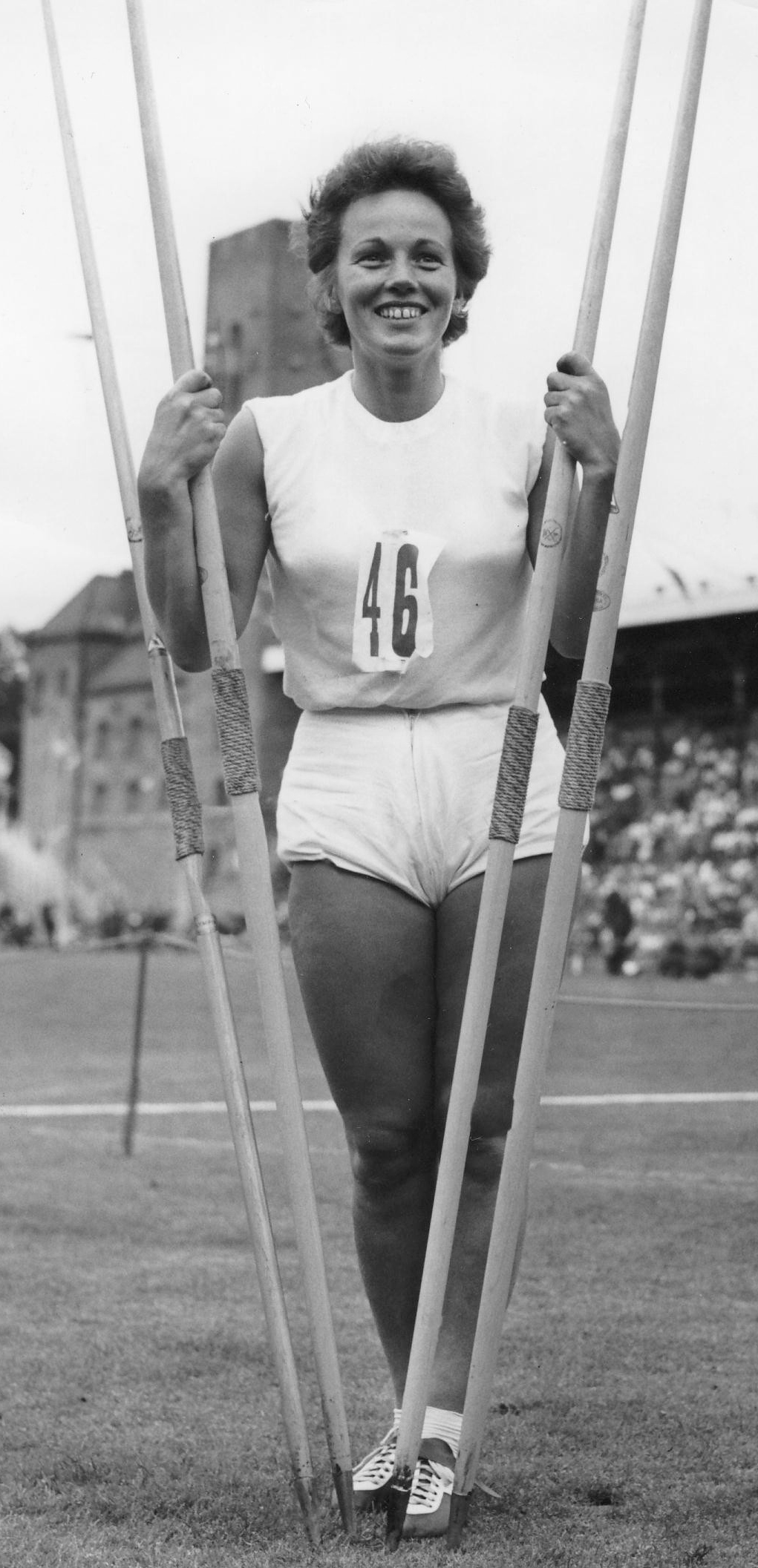
Ingrid Almqvist, EM-Achte von 1950, belegte diesmal den zehnten Platz

25. August 1954, 18:00 Uhr
| Platz | Name                | Nation           | Weite (m) |
| ----- | ------------------- | ---------------- | --------- |
| 1     | Dana Zátopková      | Tschechoslowakei | 52,91 CR  |
| 2     | Virve Roolaid       | Sowjetunion      | 49,94     |
| 3     | Nadeschda Konjajewa | Sowjetunion      | 49,49     |
| 4     | Jutta Krüger        | BR Deutschland   | 47,39     |
| 5     | Alexandra Tschudina | Sowjetunion      | 47,05     |
| 6     | Cmiljka Kalušević   | Jugoslawien      | 46,78     |
| 7     | Jadwiga Majka       | Polen            | 44,80     |
| 8     | Erzsébet Vígh       | Ungarn           | 43,74     |
| 9     | Almut Brömmel       | BR Deutschland   | 42,39     |
| 10    | Ingrid Almqvist     | Schweden         | 41,95     |
| 11    | Elisabeth Groß      | BR Deutschland   | 41,47     |
| 12    | Anneliese Reimesch  | Rumänien         | 41,36     |
| 13    | Lily Kelsby         | Dänemark         | 40,78     |
| 14    | Marlies Schwärzler  | Österreich       | 35,28     |